# Джирішу-де-Кріш (комуна)
Джирішу-де-Кріш (рум. Girișu de Criș) — комуна у повіті Біхор в Румунії. До складу комуни входять такі села (дані про населення за 2002 рік):
- Джирішу-де-Кріш (1255 осіб) — адміністративний центр комуни
- Теріан (1950 осіб)

Комуна розташована на відстані 445 км на північний захід від Бухареста, 12 км на захід від Ораді, 143 км на захід від Клуж-Напоки.

## Населення
За даними перепису населення 2002 року у комуні проживали 5256 осіб.
Національний склад населення комуни:
| Національність | Кількість осіб | Відсоток |
| -------------- | -------------- | -------- |
| румуни         | 4105           | 78,1%    |
| угорці         | 868            | 16,5%    |
| цигани         | 269            | 5,1%     |
| словаки        | 9              | 0,2%     |
| німці          | 4              | 0,1%     |
| серби          | 1              | < 0,1%   |

Рідною мовою назвали:
| Мова      | Кількість осіб | Відсоток |
| --------- | -------------- | -------- |
| румунська | 4300           | 81,8%    |
| угорська  | 909            | 17,3%    |
| циганська | 34             | 0,6%     |
| словацька | 8              | 0,2%     |
| німецька  | 4              | 0,1%     |
| сербська  | 1              | < 0,1%   |

Склад населення комуни за віросповіданням:
| Релігія                                       | Кількість осіб | Відсоток |
| --------------------------------------------- | -------------- | -------- |
| православні                                   | 4248           | 80,8%    |
| римо-католики                                 | 726            | 13,8%    |
| реформати                                     | 122            | 2,3%     |
| п'ятдесятники                                 | 101            | 1,9%     |
| греко-католики                                | 41             | 0,8%     |
| баптисти                                      | 12             | 0,2%     |
| лютерани (Синодально-пресвітеріанська церква) | 4              | 0,1%     |
| унітарії                                      | 2              | < 0,1%   |